# Karen Gershon
Pour les articles homonymes, voir Gershon.
Ne pas confondre Käthe Loewenthal, nom de naissance de Karen Gershon, avec Käthe Loewenthal, peintre allemande victime de l'Holocauste
Karen Gershon, née Käthe Loewenthal, née le 29 août 1923 et morte le 24 mars 1993, est une écrivaine et poète britannique d'origine allemande. D'origine juive, elle fuit l'Allemagne nazie pour aller vivre en Grande-Bretagne en décembre 1938.
Son livre We came as Children: A Collective Autobiography est fondé sur plusieurs témoignages d'enfants de l'opération Kindertransport.
L'un de ses poèmes les plus connus, I was not there, décrit son sentiment de culpabilité lié au fait qu'elle n'était pas au côté de ses parents quand ils ont été assassinés par les Nazis.

## Publications

### Poésie
- The Relentless Year New Poets 1959, Eyre & Spottiswoode 1960
- Selected Poems Gollancz 1966, Harcourt Brace & World in 1967
- Legacies and Encounters, Gollancz 1972
- My Daughters, My Sisters, Gollancz 1975
- Coming Back from Babylon, Gollancz 1979
- Collected Poems Macmillan, Papermac 1990
- Grace Notes (illustrations de Stella Tripp), Happy Dragons Press, 2002

### Non-fiction
- We came as children (allemand : Wir kamen als Kinder) London, Gollancz 1966
- Postscript: A Collective Account of the Lives of Jews in West Germany Since the Second World War  Gollancz 1969

### Fiction
- Burn Helen Harvester Press 1980
- The Bread of Exile Gollancz 1985
- The Fifth Generation (allemand : Die Fünfte Generation) Gollancz 1987

### Autres
- A Tempered Wind (Autobiographie, Vol.2, 1938–1943) Northwestern University Press 2009
- A Lesser Child (allemand : Das Unterkind) (Autobiographie, Vol.1) Peter Owen 1993
- Only Meant to Comfort (allemand : Mich nur zu trösten bestimmt) Karin Fischer, Edition Roter Stein 2000